# Альтомонте, Мартино
Альтомонте Мартино (итал. Martino Altomonte) (8 мая 1657, Неаполь — 14 сентября 1745, Вена) — итальянский живописец, с 1684 в Польше, придворный живописец Яна III Собеского (преимущественно батальные, религиозные, мифологические и библейские картины, рисунки).

## Жизнеописание
Немец по происхождению, родился в городе Неаполь. Впоследствии немецкая фамилия Гогенберг была изменена на Альтомонте. Детство и молодость прошли в Италии. Учился в Неаполе, позднее — в Риме. Художественное образование получил в Римской академии св. Луки. Среди его учителей в Риме — Джованни Гаул и Карло Маратта.
В 1684—1702 — работал при дворе польского короля Яна III Собеского во Львове и Жолкве.
Среди лучших произведений «Венская битва (1683)», «Битва под Парканами 9 ноября 1683», «Портрет А.Корнякта», «Несение Креста», «Тайная вечеря».
Отец художника Бартоломео Альтомонте (1694 —1783).

## Галерея
- Алтарь в церкви Св. Урсулы с изображением Св. Архангела Михаила, 1738-1740 гг., город Линц
- Вознесение Богородицы, алтарная композиция
- Святое семейство
- Святой Петр исцеляет паралитика. Деталь алтарного образа.
- Александр Македонский разрубает Гордиев узел
- Апофеоз Св. Леопольда
- Поклонение волхвов
- Поклонение имени Христа